# Arnold Sjöstrand
Pour les articles homonymes, voir Sjöstrand.
Arnold Sjöstrand, né le 30 juin 1903 à Sundbyberg (Suède) et mort le 1er février 1955 à Malmö (Suède), est un acteur et réalisateur suédois.
Il est apparu dans 33 films entre 1931 et 1952.

## Filmographie (sélection)

### Comme acteur
- 1940 : Den Blomstertid
- 1941 : Hem från Babylon
- 1942 : Le Chemin du ciel
- 1943 : La Femme en noir  (Anna Lans)
- 1943 : Jag dräpte d'Olof Molander
- 1947 : Trafic de femmes

### Comme réalisateur
- 1947 : Trafic de femmes